# Ylä-Pispala
Ylä-Pispala (français : Haut Pispala) est un quartier de Tampere en Finlande .

## Description
Ylä-Pispala est situé dans la partie ouest de Tampere.
Ylä-Pispala et Ala-Pispala sont le résultat de la partition du Pispala historique. 
Ylä-Pispala est bordé par la ligne Tampere-Pori au nord, Pyynikki à l'est, Tahmela au sud et Ala-Pispala à l'ouest.

## Galerie

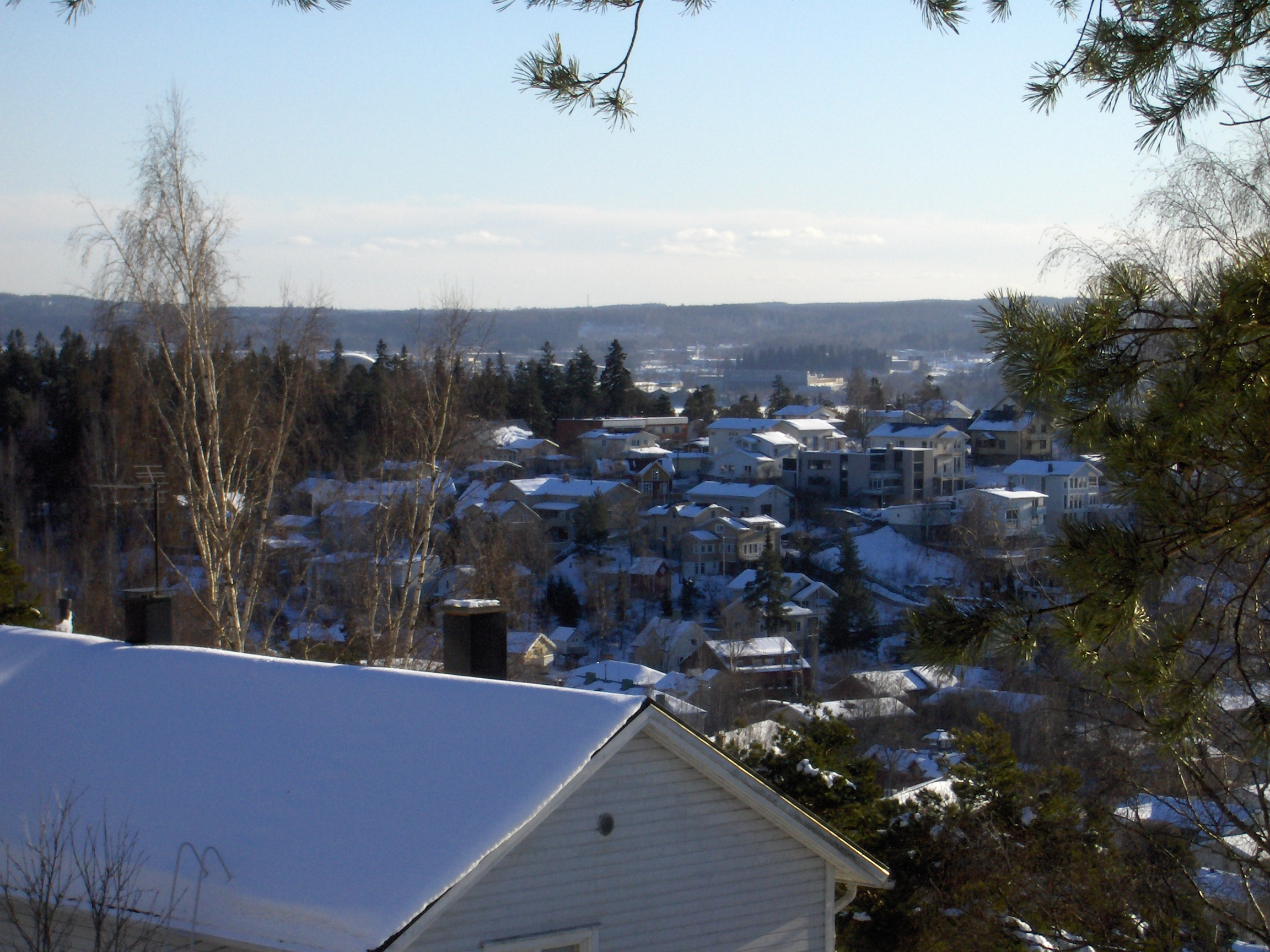
Ylä-Pispala en février 2006 .
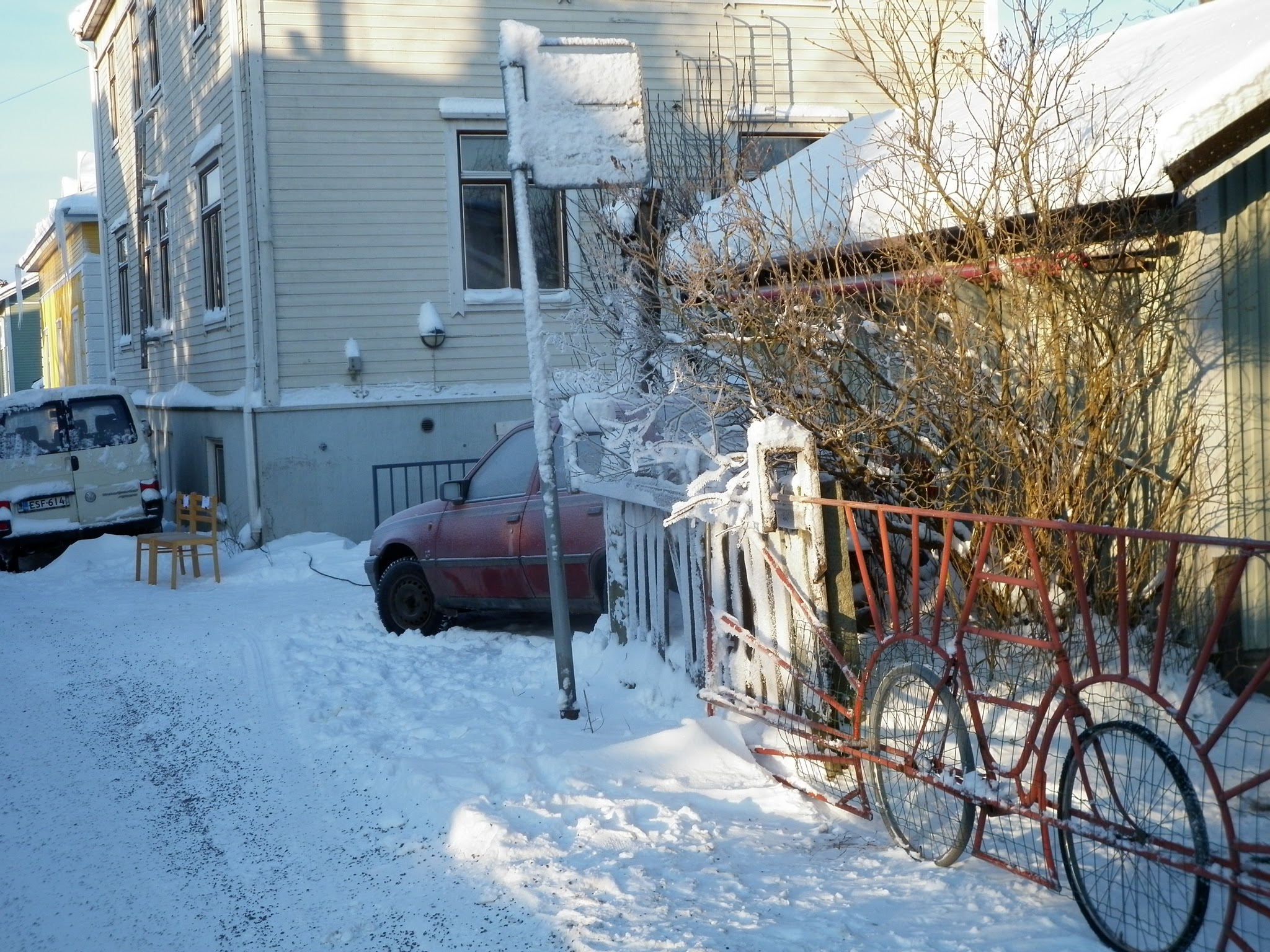
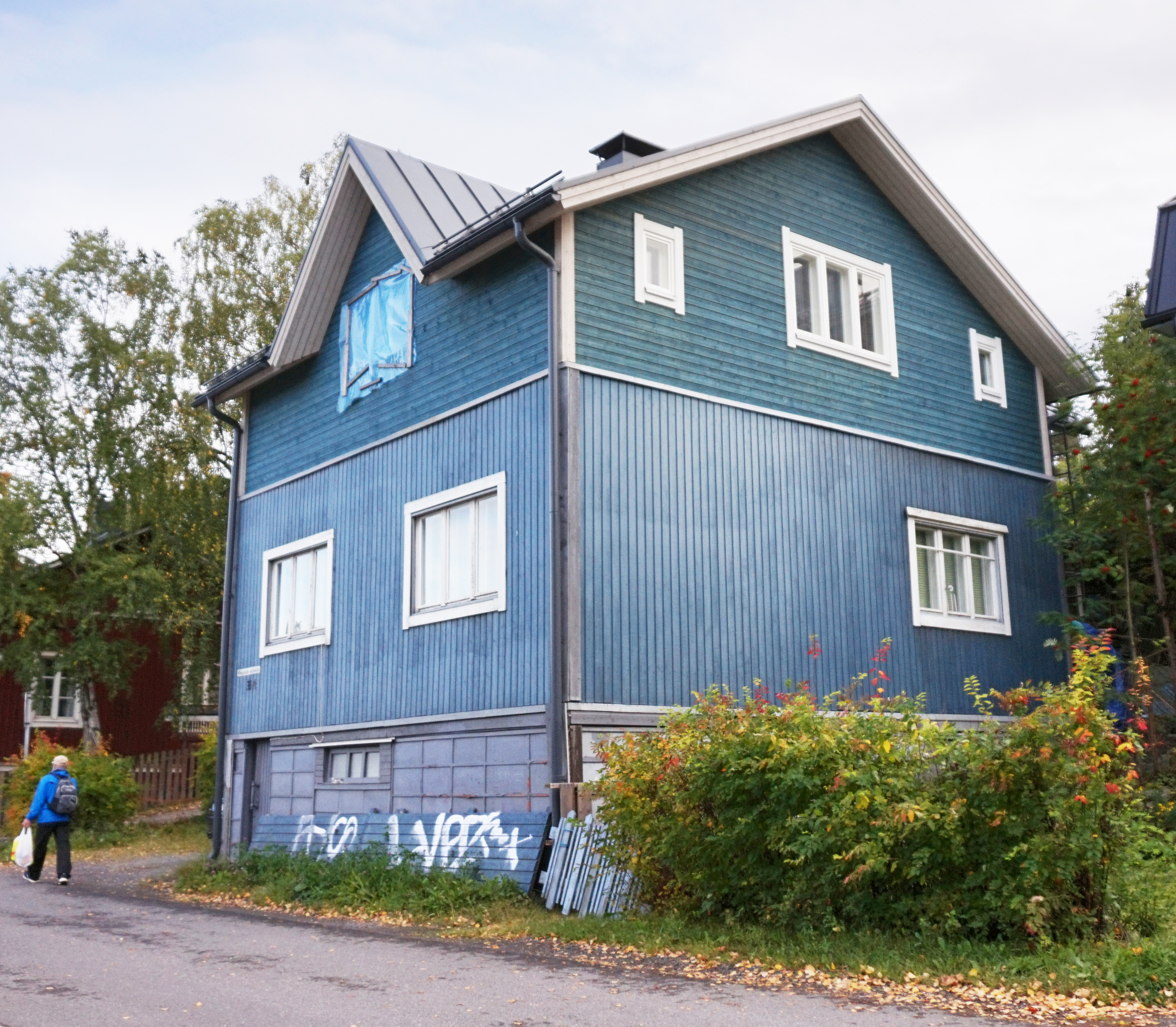
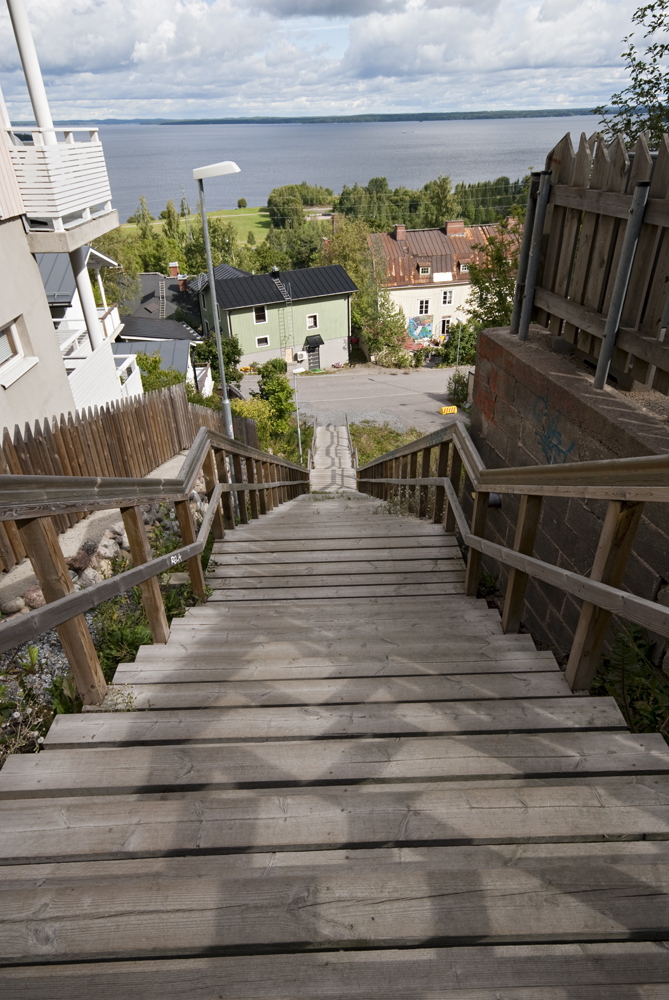
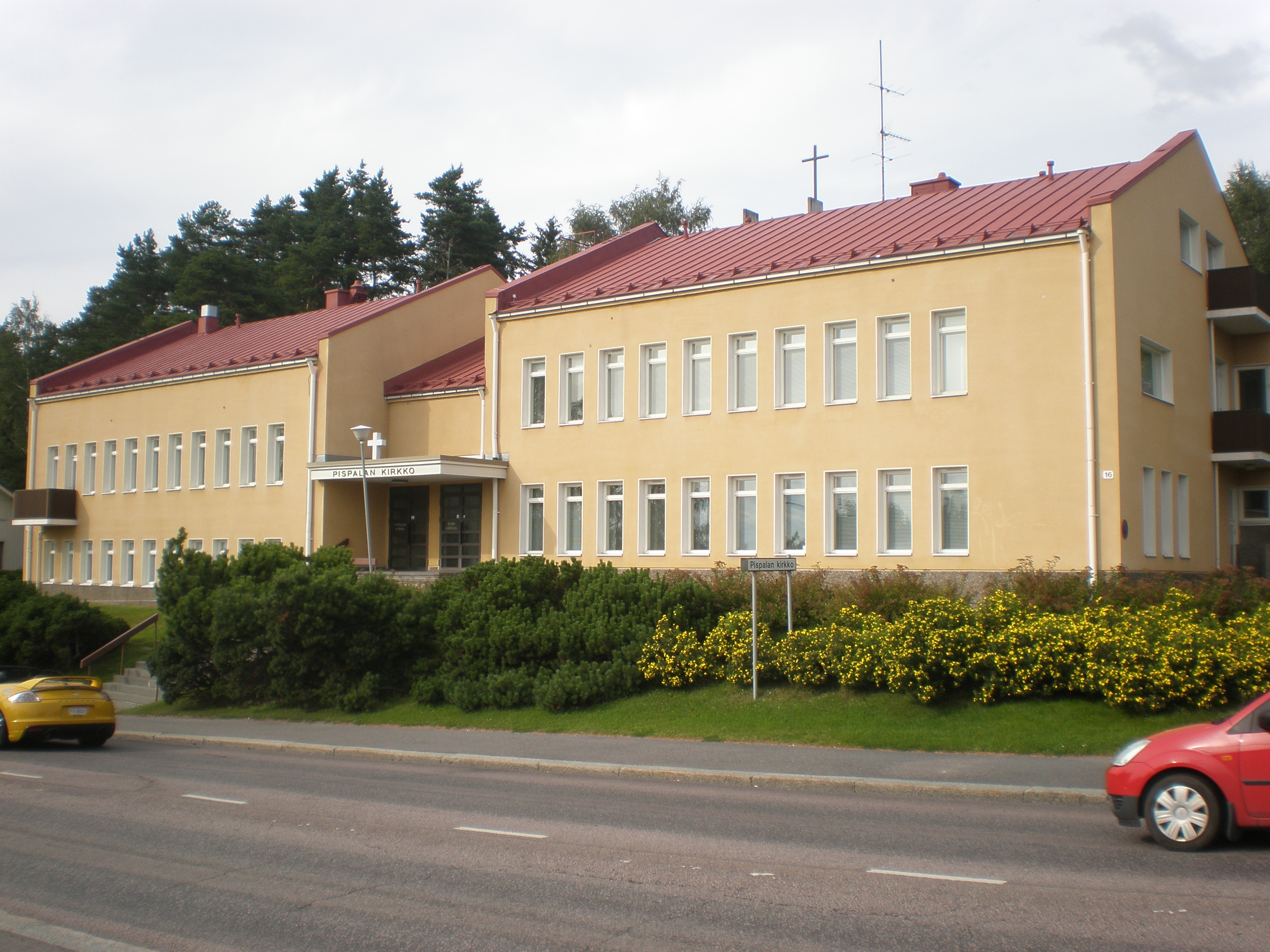